# بوهدان کوهوت
بوهدان کوهوت (اوکراینی: Богдан Ігорович Когут؛ زادهٔ ۱۰ اکتبر ۱۹۸۷) بازیکن فوتبال اهل اوکراین است.
از باشگاه‌هایی که در آن بازی کرده‌است می‌توان به باشگاه فوتبال اوبولون-برووار کیف و باشگاه فوتبال کارپاتی لویو اشاره کرد.